# Mikepércsi Nyárfáshegyi-legelő
Mikepércsi Nyárfáshegyi-legelő este o arie protejată (arie specială de conservare — SAC, sit de importanță comunitară — SCI) din Ungaria întinsă pe o suprafață de 229,16 ha, integral pe uscat.

## Localizare
Centrul sitului Mikepércsi Nyárfáshegyi-legelő este situat la coordonatele 47°26′03″N 21°39′28″E / 47.434167°N 21.657778°E.

## Înființare
Situl Mikepércsi Nyárfáshegyi-legelő a fost declarat sit de importanță comunitară în mai 2004 pentru a proteja 1 specie de plante și 3 specii de animale. Situl a fost protejat și ca arie specială de conservare în februarie 2010.

## Biodiversitate
Situată în ecoregiunea panonică, aria protejată conține 3 habitate naturale: Stepe și mlaștini sărate panonice, Stepe panonice nisipoase, Pajiști aluvionare inundabile, de Cnidion dubii.
La baza desemnării sitului se află mai multe specii protejate:
- plante (1): Cirsium brachycephalum
- amfibieni (1): buhai de baltă cu burta roșie (Bombina bombina)
- mamifere (1): popândău (Spermophilus citellus)
- nevertebrate (1): fluturele purpuriu (Lycaena dispar)

Pe lângă speciile protejate, pe teritoriul sitului au mai fost identificate 3 specii de plante, 2 specii de păsări, 2 specii de nevertebrate.